# Lissosculpta simillima
Lissosculpta simillima là một loài tò vò trong họ Ichneumonidae.